# Rhaphuma krali
Rhaphuma krali là một loài bọ cánh cứng trong họ Cerambycidae.